# Мејнленд (Оркнијска острва)
Мејнленд (енгл. Orkney Mainland) је једно од Британских острва које припада Уједињеном Краљевству, односно Шкотској. Налази се у Северном мору и део је ужег архипелага Оркнијска острва. Површина острва износи 523 km². Према попису из 2001. на острву је живело 15.315 становника.